# Zahałauje
Zahałauje (biał. Загалаўе; ros. Заголовье, Zagołowje) – wieś na Białorusi, w obwodzie witebskim, w rejonie dokszyckim, w sielsowiecie Berezyna. W 2009 roku liczyła 34 mieszkańców.